# Bibiani/Anhwiaso/Bekwai Municipal District
Koordinaten: 6° 17′ N, 2° 15′ W
Bibiani/Anhwiaso/Bekwai ist einer von neun Distrikten der Western North Region von Ghana. Er liegt im östlichen Teil der Region und grenzt an die Nachbarregionen Ashanti, Central und Western. 

## Geographie
Der Distrikt liegt in der Zone des tropischen Regenwaldes. Im Durchschnitt liegt er 350 Meter über dem Meeresspiegel und beherbergt mit dem 660 Meter hohen Berg Atanyamekrom den höchsten Punkt der Western North Region.
Der Ankobra ist der bedeutendste Fluss im Distrikt, daneben gibt es seine Nebenflüsse Awa, Krodua, Atronsu, Subriso, Krosieni, Akassu and Amponsah.

## Bevölkerung
Die Bewohner des Distriktes gehören überwiegend zur Ethnie der Sefwi und sprechen die gleichnamige Sprache Sefwi (oder Sehwi). Daneben werden Fante, Ewe, Twi, Kasem, Frafra, Haussa, Dagbani und andere Sprachen gesprochen.

## Wirtschaft
Etwa 70 Prozent der Bevölkerung arbeiten in der Landwirtschaft. Für den eigenen oder regionalen Bedarf werden Kassava, Kochbananen, Mais, Yams, Reis und Gemüse produziert; darüber hinaus Kakao, Kaffee und Palmöl. Auch Viehzucht wird betrieben.
In Bibiani betreibt die Ashanti Goldfields Bibiani Limited (AGBL) Goldabbau, in Awaso gewinnt die Ghana Bauxite Company Limited (GBC) Bauxit.